# ¿Puede la dialéctica romper ladrillos?
La dialectique peut-elle casser des briques ?, en español ¿Puede la dialéctica romper ladrillos? es una película francesa del ex-situacionista René Viénet estrenada el 8 de marzo de 1973.
Es un détournement por su doblaje de la película china Crush (唐手跆拳道), de Kuang-chi Tu, originalmente estrenada en 1972.

## Análisis
La dialectique peut-elle casser des briques? es una película vinculada al movimiento situacionista iniciado entre otros por Guy Debord. Se trata de un détournement de una película de kung-fu china (唐手跆拳道, 1972) en la cual unos practicantes de taekwondo coreanos se oponen a sus opresores japoneses. El détournement cinematográfico es una práctica que tiene por objetivo recuperar una película ya hecha y comercializada cambiando los diálogos de los personajes. El diálogo original es remplazado por otro diálogo, generalmente humorístico. Se trata de transformar una película "espectacular" en una crítica radical de la hegemonía cultural y en herramienta de subversión revolucionaria.
El guion modificado (détourné) relata como unos proletarios intentan acabar con los burócratas violentos y corruptos gracias a la dialéctica y a la subjetividad radical. El conflicto opone los proletarios a los burócratas dentro del capitalismo de Estado (comunismo).
El diálogo contiene diversas alusiones a revolucionarios anticapitalista (Marx, Bakunin, Wilhelm Reich), contiene una crítica acérrima del Partido comunista francés, de los sindicatos y del maoísmo, y evoca ciertos temas históricos y contemporáneos : Comuna de París, Hechos de mayo de 1937 en Barcelona, conflictos sindicales, igualdad de género, mayo francés de 1968, izquierda francesa e incluso los propios situacionistas.

## Ficha técnica
- Director : Kuang-chi Tu, René Viénet
- Guionista : Kuang Ni
- Fecha de estreno : 8 de marzo de 1973
- Duración : 90 minutos
- Género : Détournement, comedia (originalmente artes marciales)

## Distribución
- Li Chai Chung
- Patrick Dewaere
- Roland Giraud
- Michèle Grellier
- Chan Hung Liu
- Dominique Collignon-Maurin
- Jason Pai Piao
- Jacques Thébault
- Ingrid Wu